# Вешки (Гагарінський район)
Вешки (рос. Вешки) — присілок Гагарінського району Смоленської області Росії. Входить до складу Покровського сільського поселення.
Населення — 18 осіб.